# Reli Irska

## O reliju
Reli Irska je reli koji se vozi u Sligu, Irska. Prvi je puta održan 2007. godine. Prvi je pobjednik bio Sébastien Loeb, vozeći Citroën C4 WRC.

## Pobjednici

### Višestruki pobjednici (vozači)
| Pobjede | Vozač          | Pobjednička godina |
| ------- | -------------- | ------------------ |
| 2       | Sébastien Loeb | 2007., 2009.       |

### Višestruki pobjednici (proizvođači)
| Pobjede | Proizvođač | Pobjednička godina |
| ------- | ---------- | ------------------ |
| 2       | Citroën    | 2007., 2009.       |

### Pobjednici po godinama
| Godina | Vozač            | Automobil        |
| ------ | ---------------- | ---------------- |
| 2007.  | Sébastien Loeb   | Citroën C4 WRC   |
| 2008.  | Reli nije održan | Reli nije održan |
| 2009.  | Sébastien Loeb   | Citroën C4 WRC   |